# Union des forces slaves de Russie
Vous pouvez aider à l'améliorer ou bien discuter des problèmes sur sa page de discussion.
- Son texte doit être wikifié : il ne correspond pas à la mise en forme Wikipédia (style, typographie, liens internes, liens entre les wikis, etc.). (Marqué depuis juin 2024)
- La traduction est incomplète. (Marqué depuis septembre 2024)

L’Union des forces slaves de Russie (également connu sous les noms de Maison en URSS,, Union des Républiques socialistes soviétiques, Citoyens de l'URSS, Gouvernement de l'URSS, Citoyens soviétiques, Témoins de l’URSS,, également connus ironiquement dans la presse russe en tant que nécro-communistes, et nécromanciens) est un mouvement social informel en Russie dont les partisans croient que l'Union soviétique (et/ou l'Empire russe) en tant qu'État souverain et sujet des relations internationales continue d'exister, se considèrent comme ses citoyens et ne reconnaissent pas la fédération de Russie, n'observent pas ses lois ni obéissent aux autorités gouvernementales,,,. Selon le FSB, elle comptait 150 000 adhérants en 2018.
Une partie importante des techniques rhétoriques du mouvement a été empruntée au mouvement des citoyens souverains né aux États-Unis. La composante idéologique du mouvement est la croyance et la promulgation des théories du complot, de l'antisémitisme et du néo-paganisme.
La pandémie du COVID-19 a encouragé le mouvement à adopter des convictions de QAnon.
En 2019, la Cour suprême de la république des Komi a identifié l'Union des forces slaves de Russie comme une organisation extrémiste,. En 2022, la Cour suprême de la République du Bachkortostan a reconnu huit textes du mouvement non enregistré « RSSA bashkire » (russe: Башкирская АССР (Baškirskaya ASSR)) comme matériel extrémiste.
Les premières organisations de personnes niant l’effondrement de l’URSS sont apparues en 1995.

## Histoire et idéologie

### Groupe de Taraskin
Le mouvement a été débuté en 2010 par Sergei Taraskin (né en 1962) de Dushanbe au Tadjikistan, propriétaire d'une clinique dentaire à Zelenograd en Russie,.
La clinique a perdu son investisseur, n'a pas pu payer son loyer et les autorités de Moscou ont ordonné son expulsion.